# Weißenfels
Weißenfels település Németországban, azon belül Szász-Anhalt tartományban. Lakosainak száma 39 181 fő (2023. december 31.). Weißenfels Teuchern, Schönburg, Goseck, Mücheln, Braunsbedra, Leuna, Bad Dürrenberg, Lützen és Hohenmölsen községekkel határos.

## Népesség
A település népességének változása:
| Lakosok száma | 39 918 | 40 874 | 40 409 | 39 745 | 39 041 | 39 181 |
|               | 2014   | 2017   | 2019   | 2021   | 2022   | 2023   |